# أنوناي
أنوناي هي بلدة فرنسية تقع في منطقة أوفيرن-رون ألب جنوب شرق فرنسا.